# Homeostase
Na biologia, homeostase ou homeostasia é o estado de condições internas, físicas e químicas constantes mantidas pelos sistemas vivos. Esta é a condição de funcionamento ideal para o organismo e inclui muitas variáveis, como temperatura corporal e equilíbrio de fluidos, sendo mantida dentro de certos limites pré-estabelecidos (intervalo homeostático). Outras variáveis incluem o pH do líquido extracelular, as concentrações de sódio, potássio, e íons de cálcio, bem como o nível de açúcar no sangue, e estes precisam ser regulados apesar das mudanças no ambiente, dieta ou nível de atividade. Cada uma dessas variáveis é controlada por um ou mais reguladores ou mecanismos homeostáticos, que juntos mantêm a vida.
A homeostase é provocada por uma resistência natural à mudança quando já está em condições ideais, e o equilíbrio é mantido por muitos mecanismos reguladores: acredita-se que seja a motivação central de toda ação orgânica. Todos os mecanismos de controle homeostático têm pelo menos três componentes interdependentes para a variável que está sendo regulada: um receptor, um centro de controle e um efetor. O receptor é o componente sensor que monitora e responde a mudanças no ambiente, seja externo ou interno. Os receptores incluem termorreceptores e mecanorreceptores. Os centros de controle incluem o centro respiratório e o sistema renina-angiotensina. Um efetor é o alvo acionado, para trazer a mudança de volta ao estado normal. No nível celular, os efetores incluem receptores nucleares que provocam mudanças na expressão gênica por meio de suprarregulação ou infrarregulação e atuam em mecanismos de retroalimentação negativa. Um exemplo disso está no controle dos ácidos biliares no fígado.
Alguns centros, como o sistema renina-angiotensina, controlam mais de uma variável. Quando o receptor detecta um estímulo, ele reage enviando potenciais de ação para um centro de controle. O centro de controle define a faixa de manutenção — os limites superior e inferior aceitáveis — para a variável específica, como temperatura. O centro de controle responde ao sinal determinando uma resposta apropriada e enviando sinais a um efetor, que pode ser um ou mais músculos, um órgão ou uma glândula. Quando o sinal é recebido e atuado, a retroalimentação negativa é fornecida ao receptor que interrompe a necessidade de sinalização adicional.
O receptor canabinoide tipo 1 (CB1), localizado no neurônio pré-sináptico, é um receptor que pode interromper a liberação estressante de neurotransmissores para o neurônio pós-sináptico; é ativado por endocanabinoides (ECs) como a anandamida (N-araquidonoiletanolamida; AEA) e 2-araquidonoilglicerol (2-AG) por meio de um processo de sinalização retrógrada no qual esses compostos são sintetizados e liberados pelos neurônios pós-sinápticos e viajam de volta para o terminal pré-sináptico para se ligar ao receptor CB1 para modulação da liberação do neurotransmissor para obter homeostase.
Os ácidos graxos poli-insaturados (AGPIs) são derivados lipídicos do ômega 3 (ácido docosa-hexaenoico, DHA, e ácido eicosapentaenoico, EPA) ou do ômega 6 (ácido araquidônico, ARA), são sintetizados a partir de fosfolipídios de membrana e usados como precursores de endocanabinoides (ECs) medeiam efeitos significativos no ajuste fino da homeostase do corpo.

## Etimologia
A palavra homeostase (/ˌhoʊmioʊ-ˈsteɪsᵻs/) usa formas combinadas de homeo- e -stasis, neolatim do grego: ὅμοιος homoios, "semelhante" e στάσις stasis , "parado", dando a ideia de "permanecer o mesmo".

## História
O conceito de regulação do meio interno foi descrito pelo fisiologista francês Claude Bernard em 1849, e a palavra homeostase foi cunhada por Walter Bradford Cannon em 1926. Em 1932, Joseph Barcroft, um fisiologista britânico, foi o primeiro dizer que a função cerebral superior exigia o ambiente interno mais estável. Assim, para Barcroft, a homeostase não era apenas organizada pelo cérebro – a homeostase servia ao cérebro. Homeostase é um termo quase exclusivamente biológico, referindo-se aos conceitos descritos por Bernard e Cannon, relativos à constância do meio interno no qual as células do corpo vivem e sobrevivem. O termo cibernética é aplicado a sistemas de controle tecnológico, como termostatos, que funcionam como mecanismos homeostáticos, mas geralmente são definidos de forma muito mais ampla do que o termo biológico de homeostase.